# Fiorella Mannoia (album 1984)
Fiorella Mannoia è un 33 giri dell'omonima cantante romana, pubblicato nell'aprile 1984 dalla CGD - Compagnia Generale del Disco (Catalogo: LSM 1058 - Matrici: 2cLSM 1058-1L/2cLSM 1058-2L). 

## Descrizione
Il 33 giri è stato prodotto da Mario Lavezzi ed arrangiato dallo stesso Lavezzi insieme a Memmo Foresi; fanno eccezione Caffè nero bollente arrangiato da Gian Franco Monaldi e prodotto da Calycanthus; e E muoviti un po' arrangiato da Arturo Zitelli e prodotto da Antonio Coggio.

## Tracce
Lato A
1. Caffè nero bollente – 4:25 (Mimmo Cavallo e Rosario De Cola)
2. E muoviti un po' – 3:14 (testo: Oscar Avogadro – musica: Valerio Liboni e Roger Riccobono)
3. Non si possono correre rischi – 3:33 (testo: Oscar Avogadro – musica: Memmo Foresi)
4. Ma sarà vero – 3:22 (Marco Negri)
5. Canzone leggerissima – 3:49 (testo: Oscar Avogadro – musica: Alberto Radius)
6. Dimmi di no – 2:48 (testo: Sandro Oliva – musica: Memmo Foresi e Sandro Oliva)

Durata totale: 21:11
Lato B
1. Torneranno gli angeli – 3:28 (testo: Oscar Avogadro – musica: Mario Lavezzi)
2. L'altra faccia della Luna – 3:48 (testo: Oscar Avogadro – musica: Mario Lavezzi)
3. Bella gioventù – 3:51 (testo: Oscar Avogadro – musica: Mario Lavezzi)
4. Atlantide non vedrò – 3:41 (testo: Oscar Avogadro – musica: Mario Lavezzi)
5. Il posto delle viole – 3:22 (testo: Oscar Avogadro – musica: Memmo Foresi)
6. Canto contro – 3:41 (Mimmo Cavallo)

Durata totale: 21:51